# Enjtaivan Ariunbold
Enjtaivan Ariunbold –en mongol, Энхтайваны Ариунболд– (8 de octubre de 1995) es un deportista mongol que compite en judo.
Ganó una medalla de plata en el Campeonato Mundial de Judo de 2022 y una medalla de bronce en el Campeonato Asiático de Judo de 2019, ambas en la categoría de –60 kg.

## Palmarés internacional
| Campeonato Mundial  | Campeonato Mundial   | Campeonato Mundial | Campeonato Mundial |
| Año                 | Lugar                | Medalla            | Categoría          |
| ------------------- | -------------------- | ------------------ | ------------------ |
| 2022                | Taskent (Uzbekistán) | Medalla de plata   | –60 kg             |
| Campeonato Asiático |                      |                    |                    |
| Año                 | Lugar                | Medalla            | Categoría          |
| 2019                | Fujairah (EAU)       | Medalla de bronce  | –60 kg             |